# راي وينستون
راي وينستون (بالإنجليزية: Ray Winstone)‏ ممثل إنجليزي من مواليد 19 فبراير 1957. حاصل على جائزة إيمي الدولية لأفضل ممثل عن دوره في مسلسل فنسينت .

## أعماله
ظهر في العديد من الأفلام منها :
- المغادرون
- حافة الظلام
- هيوغو
- وحش مثير
- زيبر

## روابط خارجية
- راي وينستون على موقع IMDb (الإنجليزية)
- راي وينستون على موقع روتن توميتوز (الإنجليزية)
- راي وينستون على موقع ألو سيني (الفرنسية)
- راي وينستون على موقع ميوزك برينز (الإنجليزية)
- راي وينستون على موقع أول موفي (الإنجليزية)
- راي وينستون على موقع قاعدة بيانات الأفلام السويدية (السويدية)
- راي وينستون على موقع إن إن دي بي (الإنجليزية)
- راي وينستون على موقع ديسكوغز (الإنجليزية)
- راي وينستون على موقع قاعدة بيانات الفيلم (الإنجليزية)
- راي وينستون على موقع كينوبويسك (الروسية)